# Monitor (Fernsehmagazin)

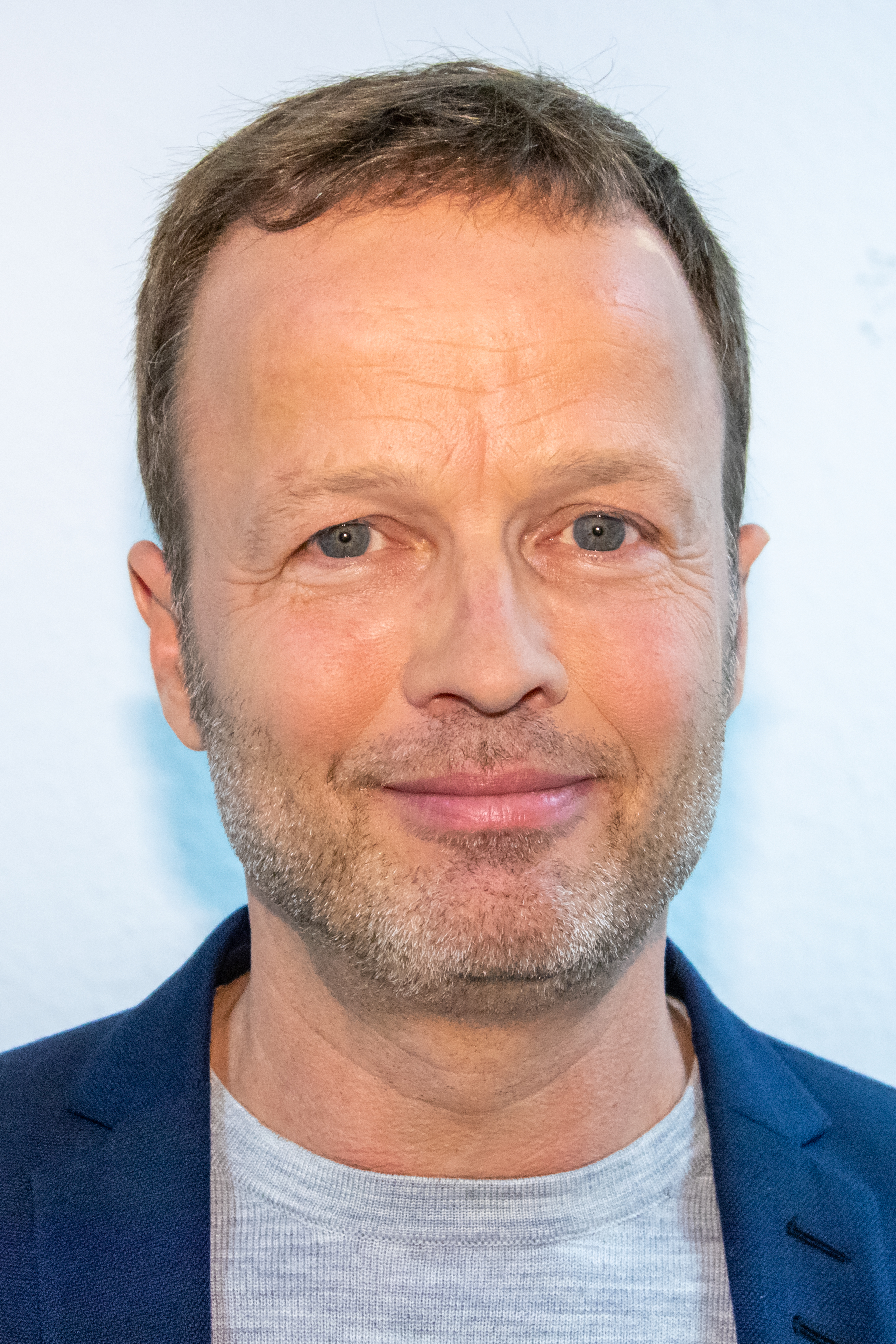
Moderator Georg Restle

Monitor ist ein deutsches Fernsehmagazin der ARD mit überwiegend politischen Themen. Schwerpunkt ist die deutsche Innenpolitik. Es wird vom Westdeutschen Rundfunk (WDR) produziert.
Monitor wurde 1965 von Claus Hinrich Casdorff gegründet sowie bis 1981 geleitet und moderiert (mit einer Unterbrechung der Redaktionsleitung von 1973 bis 1975).
Das aktuelle Titellied von Monitor basiert auf Lucifer von The Alan Parsons Project.

## Sendeplatz
Der Sendeplatz von Monitor, wie der der anderen ARD-Politmagazine auch, wurde in den letzten Jahrzehnten häufig geändert. Aktuell wird die Sendung im Wechsel mit Panorama und Kontraste am Donnerstag um 21:45 Uhr im Ersten ausgestrahlt. Mit diesem Sendeplatz einher ging eine Kürzung auf 30 Minuten Länge. Andere Termine der letzten Jahre waren Donnerstag 20:15 Uhr und 21:00 Uhr. Auf tagesschau24 wird die Sendung freitags um 20:15 wiederholt.

## Die Redaktionsleiter/Moderatoren
- 1965–1973: Claus Hinrich Casdorff[1][2]
- 1973–1975: Klaus Bresser (Redaktionsleitung), Claus Hinrich Casdorff (Moderation)[2]
- 1975–1981: Claus Hinrich Casdorff[1][2]
- 1981–1983: Gerd Ruge[3]
- 12/1983–12/2001: Klaus Bednarz
- 01/2002–08/2012: Sonia Seymour Mikich
- seit 09/2012: Georg Restle, Vertretungs-Moderation: Achim Pollmeier

## Berichte mit großer Resonanz
Große Aufmerksamkeit erreichte Monitor in den letzten Jahren unter anderem mit seinen Berichten über die Verwendung völkerrechtlich geächteter Waffen im Kosovo und im Irakkrieg sowie seinen Satiren am Ende der Sendung. Eine besonders starke Reaktion erzielte die „Lottozahlen-Satire“ 1994, in der Bundesfinanzminister Theo Waigel eine Manipulation der Ergebnisse unterstellt wurde. Diese veranlasste den damaligen Bundeskanzler Helmut Kohl im Bundestag zu kritischen Bemerkungen über die Zukunft der gesamten ARD.
Eine große Wirkung hatte ein Beitrag über Würmer im Speisefisch am 28. Juli 1987. Da die Sendung unmittelbar nach einem Fußballspiel lief, hatte der Bericht ein Millionenpublikum erreicht und der Fischverkauf verzeichnete bundesweit starke Einbußen. Pleiten und Entlassungen waren ebenso die Folge wie eine Gesetzesänderung zur Fischverarbeitung. 1997 sendete Monitor einen Bericht, dass immer noch regelmäßig Würmer im Fisch seien, ohne eine solche Öffentlichkeitswirkung zu erzielen.
2004–2010 gewann Monitor in allen Instanzen einen langjährigen Prozess gegen die Diener Jesu und Mariens und die Katholische Pfadfinderschaft Europas, der in der Sendung vom 22. Juli 2004 judenfeindliche Aussagen vorgeworfen wurden. 2009 wurde der Bericht nochmals veröffentlicht.
Ein kritischer Bericht über die Riester-Rente verursachte 2008 große Aufmerksamkeit. In der Sendung wurde thematisiert, dass das angesparte Kapital einer Riester-Rente, bei Bezug der Grundversorgung im späteren Rentenalter, angerechnet wird. Monitor berechnete anhand der Zahlen der Rentenversicherung, dass sich für weite Teile der Bevölkerung (beispielhaft anhand eines Durchschnittsverdieners, der 32 Jahre lang in die Rentenkasse eingezahlt und nebenher noch Riester-Rente angespart hat) die Riester-Rente nicht lohne. Der Bericht führte dazu, dass das Bundesministerium für Arbeit und Soziales eine Pressemitteilung veröffentlichte und den Beitrag als falsch bezeichnete, ebenso widersprach die Deutsche Rentenversicherung. Das Ministerium und die Rentenversicherung begründeten ihren Widerspruch damit, dass es neben der Rente noch andere Einkünfte geben kann, zum Beispiel Mieteinnahmen, Zinsen, Lebensversicherungen und ähnliches, weswegen das von Monitor beschriebene Problem weniger erheblich sei und sich die Riester-Rente auch für Geringverdiener lohne. Das Magazin Focus veröffentlichte wegen des Berichts eine Reihe von Kritiken an Monitor. Unter anderem kritisierte Kayhan Özgenc, dass Monitor den Bürgern indirekt empfehle, lieber auf Sozialleistungen zu setzen als zu versuchen, ihren Lebensunterhalt durch eigene Einnahmen zu decken. Walter Riester kritisierte die journalistischen Methoden des Magazins, unter anderem da ein Interview mit ihm nicht gesendet wurde. Monitor widersprach dieser Kritik, anstatt des Interviews mit Riester habe man sich entschieden, die politisch Verantwortlichen zu Wort kommen zu lassen, also Arbeitsminister Olaf Scholz und Bert Rürup. Der stern verwies darauf, dass der Kernaussage des Monitor-Beitrags, dass sich die Riester-Rente bei einem Teil nicht lohne, jedoch von Riester nicht widersprochen wurde.

## Studio M
Seit 2019 wird in der ARD-Mediathek und auf YouTube sowie in Audioform in der ARD-Audiothek und bei anderen Podcastanbietern das Tochterformat Studio M (Eigenschreibweise StudioM) veröffentlicht. Hierbei handelt es sich um eine politische Talkshow. Die Ausgaben dauern meist etwa eine Stunde.

## Auszeichnungen
- 1985 Ehrende Anerkennung für Klaus Bednarz beim Adolf-Grimme-Preis, stellvertretend für die Redaktion
- 1986 Josef-Drexel-Preis
- 1987 BUND-Journalistenpreis
- 1988 Medienpreis der RFFU (DGB)
- 1988 Carl-von-Ossietzky-Medaille (Klaus Bednarz)
- 1990 Goldene Kamera
- 1993 Civis-Medienpreis
- 1995 Entwicklungshilfepreis
- 1997 Telestar
- 1997 Ernst-Schneider-Preis
- 1998 Civis-Sonderpreis
- 1999 DUH-Umwelt-Medienpreis
- 2001 Preis für Menschenrechte der Internationalen Journalisten-Föderation (IFJ)
- 2007 Adolf-Grimme-Preis
- 2007 Umweltpreis für JournalistInnen (Deutsche Umweltstiftung)
- 2007 Marler Fernsehpreis für Menschenrechte (amnesty international)
- 2009 Ernst-Schneider-Preis
- 2010 Deutscher Preis für Immobilienjournalismus
- 2010 Deutscher Menschenrechts-Filmpreis
- 2015 Deutscher Wirtschaftsfilmpreis, 1. Platz in der Kategorie I (Filme über die Wirtschaft) für den Beitrag „Managerposten in kommunalen Unternehmen: Der Monitor-Deutschland-Vergleich“[16]
- 2016 Hoimar-von-Ditfurth-Preis für den Beitrag „Die Lüge vom Netzausbau: Stromtrassen für die Kohlewirtschaft?“
- 2016 Deutscher Wirtschaftsfilmpreis für den Beitrag „Neue Enthüllungen zum Abgasskandal“
- 2017 Marler Medienpreis Menschenrechte für den Beitrag „Afghanistans 'sichere Gebiete': Das zynische Spiel der Bundesregierung“[17]
- 2020 Grimme-Preis
- 2021 Otto-Brenner-Preis „Spezial“

## Kritik und Rezeption
In den frühen 1990er Jahren berichtete Monitor, anknüpfend an ähnliche Berichte aus Großbritannien und Nordirland, von einer Häufung von Fehlbildungen von Neugeborenen in einer Region an der Nordseeküste. Dem wurde jedoch von der Interessengemeinschaft Arm- und Handfehlbildungen und Eberhard Passarge (Uni Essen) widersprochen, eine besondere Häufung (häufiger als mögliche Schwankungen) solcher Fälle sei in Küstennähe nicht aufgefallen. Der Tourismus der Region hatte laut Konken hernach Einbußen zu verzeichnen.
Das Magazin machte im Rahmen der Berichterstattung über den GSG-9-Einsatz in Bad Kleinen am 27. Juni 1993 gemeinsam mit dem Magazin Der Spiegel schwere Fehler. Am 1. Juli 1993 behauptete Monitor, dass der RAF-Terrorist Wolfgang Grams beim Einsatz der Anti-Terror-Einheit GSG-9 in Bad Kleinen am Tatort regelrecht hingerichtet worden sei, was auch ein Obduktionsbefund bestätigen sollte. Wenig später wurde allerdings bekannt, dass dieser Bericht falsch war. Beim Spiegel erfolgte eine Aufarbeitung der damals falsch verbreiteten Berichte.
Im Rahmen der Fracking-Debatte warf Ende 2014 das NDR-Magazin Panorama dem Monitor vor, Fakten zu unterschlagen, um anschließend unrichtige Unterstellungen zu folgern und schließlich unlogische Schlüsse zu ziehen.
Ein Kommentar in der FAZ kritisierte 2023 Monitors Social-Media-Posts, welche häufig ideologisch geprägt seien und Restles Meinung als Maß der Dinge präsentierten. Anstoß war ein Monitor-Post, welcher den Begriff „Klimawandel“ als „verharmlosend“ framte.
Anlässlich des 60-Jährigen Jubiläums von Monitor sprach Michael Friedman 2025 eine Laudatio und sah in dem Magazin das „Fragezeichen des Journalismus gegen die Ausrufezeichen der Totalitären“ mit der Grundhaltung „der Menschenrechte und der Demokratie“. „Wir brauchen Sie“, führte er an Monitor gerichtet aus.